# 浦島坂田船
浦島坂田船是由四位日本男性組成的音樂組合，現以YouTube、TwitCasting為中心活動，成員分別是うらたぬき、となりの坂田。、志麻、センラ，四人皆是出自niconico直播上的唱見。目前所屬唱片公司為NBC環球娛樂。團體名稱取自每個成員的名字（うらたぬき，志麻（しま）、となりの坂田。、セン（せん）ラ）。隊長是うらたぬき（Uratanuki），粉絲名稱是「crew（船員）」。

## 經歷
在2013年時組成、以翻唱（唱见）為中心開始在網路上活動。2015年時正式發行了迷你專輯「開始的信號（はじまりの合図）」。
2016年時，正式在JVC建伍勝利娛樂旗下商業出道，發表專輯「CRUISE TICKET」。
2018年時發表的專輯「V-enus」在Oricon、日本告示牌日本兩大音樂排行週榜中獲得首位。2019年發行專輯「$HUFFLE」、並且在那之後「V-enus」獲頒金唱片獎項。
2021年時發表的專輯「L∞VE」、以及2022年時發表的專輯「Toni9ht」皆也連續在Oricon、日本告示牌的排行週榜中獲得首位。而2022年發表的專輯「L∞VE」獲頒金唱片獎項。
2023年時正式迎接組成10週年。

## 成員
| 名字                           | 生年月日      | 出身地 | 印象色 | 介紹 |
| ------------------------------ | ------------- | ------ | ------ | --- |
| うらたぬき（Uratanuki）        | 1989年8月9日  | 埼玉縣 | ■綠    | 粉絲名稱為「こたぬき（子狸）」。代表符號是🍀。肩膀上面的狸貓名字是「山田狸貓（やまだぬき）」，是母性（聲：代永翼）。對柑橘類過敏。 過去曾經以本名「高橋涉」進行聲優活動，目前則是以「浦田涉」的名義活躍中。飼養的寵物狗名為「あき（aki）」，是母性，有一支專門記錄牠的Instagram帳號。 |
| 志麻                           | 1989年12月1日 | 高知縣 | ■紫    | 粉絲名稱為「志麻リス」（和日文中的「花栗鼠」同音）。吉祥物是名為「まぁる」的紫色的花栗鼠，後在個人專輯「Violet」中增加了名為「エナガナガ」的北長尾山雀吉祥物。代表符號是🐿️、♔。 有懼高症和色弱。從小學開始參加學校的排球隊，並曾經有過被選為國家選手的經驗。是女子偶像團體「NiziU」的粉絲，很愛自己的家鄉，也常常在直播時使用土佐方言聊天（日：土佐弁）。 |
| となりの坂田。（隔壁的坂田。） | 1991年12月5日 | 兵庫縣 | ■紅    | 粉絲名稱為「坂田家」，吉祥物是名為「坂田犬」的小狗，代表符號是🌸。擁有護理師執照，以前曾經是護理師。原本的名義是「あほの坂田。（笨蛋的坂田）」，但因為與知名搞笑藝人坂田利夫撞名，在商業出道後另訂名稱為「となりの坂田。（隔壁的坂田。）」，但個人活動時會使用舊名。 不擅長游泳，有尖銳恐懼症、輕微色盲（無法分清楚黃綠及紫紅）、對貓毛過敏。 |
| センラ（Senra）                | 1991年10月3日 | 京都府 | ■黃    | 粉絲名稱為「センラー」，吉祥物是名為「Pepo（ぺぽ）」的狐狸，代表符號是⚜️。小學時期有足球、游泳、以及空手道的經驗。在國中和高中時則是田徑隊的成員，在大學時是交互花式跳繩（英：Double Dutch (jump rope)）社團的成員，具有一定的運動天賦。 2020年8月21日，投稿了第一首由自己作詞作曲的曲子「ヘイジー」。之後也製作了「Holiday」「透明」「vain」「cute you」「難解愛想」五首曲子。並為自己的團體「浦島坂田船」的十周年專輯「Plusss」提供了「シャドウ」(浦島坂田船)及「bloom」(志麻＆センラ)兩曲。 |

## 音樂作品
最高排名以Oricon公信榜為評判標準。

### 音樂串流
| 規格         | 發售日         | 標題                           |
| NBCUniversal | NBCUniversal   | NBCUniversal                   |
| ------------ | -------------- | ------------------------------ |
| 數位音樂串流 | 2020年4月7日   | グッド・バイ                   |
| 數位音樂串流 | 2020年10月8日  | Ready                          |
| 數位音樂串流 | 2021年3月17日  | SAILING!!!!!                   |
| 數位音樂串流 | 2021年3月17日  | HORRORISM                      |
| 數位音樂串流 | 2021年3月17日  | カレンダーリマインダー         |
| 數位音樂串流 | 2021年3月17日  | ベノム                         |
| 數位音樂串流 | 2021年3月17日  | 花や、花                       |
| 數位音樂串流 | 2021年3月17日  | 花魁俺嵐コンフュージョン       |
| 數位音樂串流 | 2021年3月17日  | 吉原ラメント                   |
| 數位音樂串流 | 2021年3月17日  | Here We Are                    |
| 數位音樂串流 | 2021年3月17日  | Bad Monster                    |
| 數位音樂串流 | 2021年3月17日  | SPOOKY MAGICAL NIGHT           |
| 數位音樂串流 | 2021年3月17日  | ナイトメリーハッピネス         |
| 數位音樂串流 | 2021年3月17日  | Dreamer -5th Anniversary Ver.- |
| 數位音樂串流 | 2021年3月17日  | 飲めや 歌えや 踊れや 騒げ      |
| 數位音樂串流 | 2021年3月17日  | SWEET TASTE PRESENT            |
| 數位音樂串流 | 2021年4月14日  | ハロウ!ゴーストシップ          |
| 數位音樂串流 | 2021年4月14日  | そらに、ひらり                 |
| 數位音樂串流 | 2021年4月14日  | グリムメイカー                 |
| 數位音樂串流 | 2021年7月7日   | 返り咲                         |
| 數位音樂串流 | 2021年7月7日   | 完全燃焼～春祭り～             |
| 數位音樂串流 | 2021年7月7日   | Recipe                         |
| 數位音樂串流 | 2021年8月31日  | Realizer                       |
| 數位音樂串流 | 2021年8月31日  | Ring                           |
| 數位音樂串流 | 2021年8月31日  | 駆け上がるボルテージ           |
| 數位音樂串流 | 2021年10月28日 | Happy Halloween                |
| 數位音樂串流 | 2021年10月28日 | カモフラ                       |
| 數位音樂串流 | 2021年12月20日 | プレゼント                     |
| 數位音樂串流 | 2022年2月11日  | マジカル・ショコラティエ       |
| 數位音樂串流 | 2022年3月1日   | 貴方と云ふ花                   |
| 數位音樂串流 | 2022年3月1日   | 燦然賛歌                       |
| 數位音樂串流 | 2022年8月27日  | 夜咄ディセイブ                 |
| 數位音樂串流 | 2022年10月19日 | Q for U                        |
| 數位音樂串流 | 2022年11月12日 | ゾンビ                         |
| 數位音樂串流 | 2022年11月12日 | ジャックオーランタン           |
| 數位音樂串流 | 2023年2月3日   | ドラマティックノエル           |
| 數位音樂串流 | 2023年7月12日  | 10 CARAT CHOCOLATE             |
| 數位音樂串流 | 2023年7月12日  | ホワイトプリンス               |
| 數位音樂串流 | 2023年10月6日  | ヘウレーカ                     |
| 數位音樂串流 | 2023年11月9日  | おーるでい・おーるにゃいと     |
| 數位音樂串流 | 2023年11月13日 | 可愛くてごめん                 |
| 數位音樂串流 | 2024年3月6日   | ゼンシンゼンレイ好きさ         |

## 商業合作
| 歌曲                   | 商業合作                                                       | 年分   |
| ---------------------- | -------------------------------------------------------------- | ------ |
| SHOW MUST GO ON!!      | 電視動畫『高校星歌劇』第2期OP                                  | 2017年 |
| 明日へのBye Bye        | 電視動畫『閃電十一人 獵戶座的刻印』ED                          | 2019年 |
| カレンダーリマインダー | 電視動畫『浦島坂田船的日常』OP                                 | 2019年 |
| Gotcha!!               | 電視動畫『決鬥大師!!』OP                                       | 2019年 |
| 共鳴コントラスト       | 手機遊戲『外見至上主義』主題歌                                 | 2019年 |
| グッド・バイ           | 電視動畫『文豪與鍊金術師』OP                                   | 2020年 |
| Ready                  | 電視動畫『全員惡玉』ED                                         | 2020年 |
| realizer               | 電影『ナポレオンと私』主題歌                                   | 2021年 |
| 駆け上がるボルテージ   | 電視動畫『新幹線戰士Z』ED                                      | 2021年 |
| Ring                   | 手機遊戲『イケメンヴァンパイア◆偉人たちと恋の誘惑』4週年記念曲 | 2021年 |
| 鈍色Wheels             | 舞台劇『全員惡玉』主題曲                                       | 2022年 |
| SHINY                  | 電視動畫『Opus.COLORs』OP                                      | 2023年 |
| ＋                     | 日本テレビ系『DayDay.』7月片尾曲                               | 2023年 |
| フレテ                 | ドラマ『有他的生活』主題歌                                     | 2024年 |

## 演唱會

### 單獨公演
| 年分   | 時間                    | 標題 | 備註 |
| ------ | ----------------------- | --- | --- |
| 2013年 | 9月7日 - 9月28日        | 浦島坂田船ライブ | 浦島坂田船初回單獨公演。在大阪和東京兩個地方演出。 |
| 2014年 | 7月21日                 | 浦島坂田船ライブ | 在東京・吉祥寺CLUB SEATA的第二場單獨公演。 |
| 2014年 | 8月10日                 | 浦島坂田船ライブ in名古屋 Produced by Studio DEEN                                                                                                 | 由Studio DEEN所提供支援，在東名阪的單獨演出。 |
| 2014年 | 8月23日                 | 浦島坂田船ライブ in大阪 Produced by StudioDEEN | 由Studio DEEN所提供支援，在東名阪的單獨演出。 |
| 2014年 | 9月14日                 | 浦島坂田船ライブ in新宿 Produced by Studio DEEN                                                                                                   | 由Studio DEEN所提供支援，在東名阪的單獨演出。 |
| 2015年 | 5月2日                  | 浦島坂田船ライブ 2015.5 | 在東京・渋谷TSUTAYA O-WEST的單獨演出。 |
| 2015年 | 8月1日 - 9月21日        | 浦島坂田船2015夏ツアーライブ ～listen to my voice～                                                                                               | 第一次的東名阪巡迴演出。3都市8公演。 |
| 2016年 | 7月3日 - 9月17日        | SUMMER TOUR 2016 -CRUISE PARTY- | 2種形式的巡迴演出。9都市15公演。 |
| 2016年 | 7月31日 - 9月3日        | SUMMER TOUR 2016 -CRUISE LIVE- | 2種形式的巡迴演出。9都市15公演。 |
| 2016年 | 11月19日                | 浦島坂田船 台湾公演 | 在台湾・花漾Hana展演空間所舉辦的第一次海外單獨公演。 |
| 2016年 | 11月26日                | アニメイト長野リニューアル記念 浦島坂田船スペシャルライブ                                                                                         | 在長野・CLUB JUNK BOX所舉辦的特別演出。 |
| 2017年 | 3月4日 - 3月18日        | Spring Tour 2017〜春の宴〜 | 初回春季巡迴演唱會。東名阪巡迴演唱會。3都市6公演。 |
| 2017年 | 7月22日 - 9月17日       | SUMMER TOUR 2017 ～Beyond The Compass～ -DJ Edition-                                                                                              | 2種形式的巡迴演出。12都市18公演。 |
| 2017年 | 7月30日 - 8月20日       | SUMMER TOUR 2017 ～Beyond The Compass～ -BAND Edition-                                                                                            | 2種形式的巡迴演出。12都市18公演。 |
| 2017年 | 10月28日                | SUMMER TOUR 2017 ～THE FINAL～ | 在東京・兩國國技館所舉辦的夏季巡迴終場演唱會。第一次在競技場模式空間的演出。 |
| 2017年 | 10月29日                | Happy Halloweeeen 浦島坂田幽霊船～コスプレしてLOVE（恋）♥～                                                                                       | 在東京・両国国技館初回萬聖節演唱會。 |
| 2018年 | 3月4日 - 4月5日         | Spring Tour 2018 〜桜吹雪で乱de舞!〜 | 6都市9公演。 |
| 2018年 | 7月7日 - 8月5日         | SUMMER TOUR 2018〜俺SUMMERと、宇CHU♥旅行♥〜 -DJ Edition-                                                                                          | 2種形式的巡迴演出。7都市8公演。 |
| 2018年 | 7月14日 - 8月18日       | SUMMER TOUR 2018〜俺SUMMERと、宇CHU♥旅行♥〜 -BAND Edition-                                                                                        | 2種形式的巡迴演出。7都市8公演。 |
| 2018年 | 7月30日 - 7月31日       | 浦島坂田船 5th Anniversary ～熱♥CHU♥宙♥ 俺SUMMERと、宇CHU♥旅行♥～                                                                                 | 在東京・日本武道館所舉辦的組成5周年兩日演出。 |
| 2018年 | 10月27日                | SUMMER TOUR 2018 ～THE FINAL～ | 在千葉・幕張イベントホール所舉辦的夏季巡迴終場演唱會。 |
| 2018年 | 10月28日                | Happy Halloweeeen 浦島坂田幽霊船～吸魂（求婚）パーティ!?ちょっと魔って♥もしかして僕にヨーカイ？～                                                 | 在千葉・幕張イベントホール所舉辦的第二回萬聖節演唱會。 |
| 2019年 | 3月9日 - 4月4日         | Spring Tour 2019 ―斬（ZAN）― | 5都市7公演。 |
| 2019年 | 7月13日 - 10月6日       | SUMMER TOUR 2019 ～浦島theカジノ船 俺たち愛＄、今夜お前とBETイン～                                                                                | 17都市20公演。 |
| 2019年 | 10月22日 - 10月24日     | Happy Halloweeeen 浦島坂田幽霊船～ようこそ令和元年 やっぱり霊はあかんねん 憑依GO！～                                                              | 第三回萬聖節演唱會。初次在兩個場地舉辦。 |
| 2020年 | 2月23日- 6月12日        | Spring Tour 2020 ―花（HANA）― | 最初計劃在13個城市舉辦15場演出，但由於新型冠狀病毒感染擴大，從石川和新潟公演開始的所有演出都被取消。。 |
| 2020年 | 12月26日                | 浦島坂田船！Live&Live～RAINBOW～ | 首次舉辦的無觀眾線上演唱會。在兩天內，演出兩種不同形式的演唱會。。 |
| 2020年 | 12月27日                | 浦島坂田船！Live&Live～CREW'S BEST～ | 首次舉辦的無觀眾線上演唱會。在兩天內，演出兩種不同形式的演唱會。。 |
| 2021年 | 3月6日 - 4月25日        | Spring Tour 2021 花（HANA）～桜花再凛～ | 在15個城市進行了17場演出（包括1場線上演出）。由於新型冠狀病毒感染的擴散，德島和愛媛的演出被取消。此外，由於福島縣沖地震的影響，最初宣布福島演出取消，但後來作為替補舉辦了一場線上演唱會。 |
| 2021年 | 7月24日 - 12月28日      | SUMMER TOUR 2021 ～甘い∞(はち)密のような♥(恋)をしない？キミの放課後はボクのモノ♥無限大の♥(LOVE)STARTぉ☆～                                         | 11都市18公演。原定於9月20日舉行的千葉演出，由於新型冠狀病毒感染擴大，已延期至12月28日。。 |
| 2021年 | 10月31日                | Happy Halloweeeen 浦島坂田幽霊船 ～本気(マジ)か！MAGIC！マジカルミラクル！きゅるるるるん☆彡 お菓子くなっちゃう♥もうっ//♥ やメテオー！CHU♥ﾄﾞｰﾝ！～ | 第四回萬聖節演唱會，為首次線上的萬聖節演出。日本地區使用Streaming+作為線上直播平台，中國地區使用bilibili，其他海外地區則使用ZAIKO。。 |
| 2022年 | 2月23日 - 4月30日       | Spring Tour 2022 ～令和浪漫～ | 19都市21公演。 |
| 2022年 | 7月29日 - 2023年1月29日 | SUMMER TOUR 2022 Toni9ht | 8都市15公演。原定於9月24日舉行的靜岡演出，由於臺風15號的影響被宣布取消，隨後宣布延期至2023年1月29日。。 |
| 2022年 | 10月22日 - 10月30日     | Happy Halloweeeen 浦島坂田幽霊船 Ψ悪魔執事Ψ あなたが飽くまで仕えます♥ワタクシかなり使えます♥ちゃんとしni9htお仕置きデビか～？？？？               | 第5回萬聖節演唱會。2都市4公演。 |
| 2023年 | 2月11日 - 7月2日        | 10th Anniversary 浦島坂田船 SPECIAL TAG LIVE 2023 URASAKA KINGDOM ～Dark Side Fantasy～                                                           | 東京・東京ガーデンシアター舉行的組成10周年記念2日公演。由うらたぬき和あほの坂田。、志麻和センラ作為兩小組單位各自進行公演演出。共4場公演。在演出其中「URASAKA KINGDOM ～Dark Side Fantasy～」的2場公演因あほの坂田。身體不適而發表了公演終止的公告、而後「うらたぬきソロライブ」作為其替代公演演出。後於7月2日發表了延期的通知。 |
| 2023年 | 2月11日 - 7月2日        | 10th Anniversary 浦島坂田船 SPECIAL TAG LIVE 2023～Shima×Senra Ride The Night～                                                                   | 東京・東京ガーデンシアター舉行的組成10周年記念2日公演。由うらたぬき和あほの坂田。、志麻和センラ作為兩小組單位各自進行公演演出。共4場公演。在演出其中「URASAKA KINGDOM ～Dark Side Fantasy～」的2場公演因あほの坂田。身體不適而發表了公演終止的公告、而後「うらたぬきソロライブ」作為其替代公演演出。後於7月2日發表了延期的通知。 |
| 2023年 | 3月19日 - 4月16日       | Spring Tour 2023 彩-sai- | 12都市12公演。 |
| 2023年 | 4月29日                 | 浦島坂田船 10th Anniversary ～Memorial Live～ | 在埼玉・埼玉超級競技場舉行的組成10周年記念公演。在體育場（無死角演出）模式下舉行，吸引了約26,000名觀眾。 |
| 2023年 | 7月15日 - 9月23日       | SUMMER TOUR 2023 Plusss | 11都市17公演。 |
| 2023年 | 10月21日 - 10月22日     | Happy Halloweeeen 浦島坂田幽霊船 ～キャッ！とめられないの!?いたずらしニャイで♡でもご主人タマがすこすこすこてぃっしゅHOLD♡～                       | 在東京・有明體育館所舉辦的2天第六回萬聖節演唱會。 |
| 2024年 | 2月10日 - 3月3日        | USSS SOLO FESTIVAL 2024 -ソロフェス- | 在東京・東京花園劇場所舉行為期2天的初次Solo LIVE。由浦島坂田船的成員、うらたぬき、志麻、あほの坂田。、センラ各自做為獨立藝人進行演出。原先只預定兩場公演、後在3月3日於東京・日本武道館開設追加公演。 |
| 2024年 | 3月20日 - 4月28日       | Spring Tour 2024 ～四春祭～ | 13都市14公演。 |

### 参加公演
2016年
- 11月3日　ニコニコ超パーティー2016（日语：ニコニコ超パーティー） 埼玉縣 埼玉超級競技場

2017年
- 5月7日　家裏蹲也要辦Live！　埼玉縣 埼玉超級競技場

2018年
- 2月3日　NBCUniversal ANIME×MUSIC FESTIVAL～25th ANNIVERSARY～（日语：NBCUniversal ANIME×MUSIC FESTIVAL）　埼玉縣 埼玉超級競技場
- 3月20日　家裏蹲也要辦Live！～明日色世界終結發售記念公演～　千葉縣 幕張Masse國際展示場9・10・11館　※作為秘密嘉賓出演
- 3月21日　家裏蹲也要辦Live！～明日色世界終結發售記念公演～　千葉縣 幕張Masse國際展示場9・10・11館　※作為秘密嘉賓出演
- 11月4日　家裏蹲也要辦Live！～世界征服前夜＠幕張Masse～　千葉縣 幕張Masse國際展示場9・10・11館

2019年
- 6月23日　家裏蹲也要辦Fes！〜世界征服 I @西武巨蛋〜　埼玉縣 西武巨蛋

2021年
- 8月1日　家裏蹲也要辦Fes！～世界征服Ⅱ@東京巨蛋～ONLINE　東京都 東京巨蛋

## 演出

### 電視節目
- 鬧鐘電視（2021年7月23日・7月29日、富士電視台）

### 廣播
- ミュージックライン（日语：ミュージックライン）（2021年7月9日、NHK調頻廣播）
- TALK ABOUT（日语：TALK ABOUT）（2022年9月3日、TBS電台）※只有志麻、Senra出演
- ミュージックライン（2023年7月14日、NHK-FM）※只有Uratanuki、隔壁的坂田。出演
- A&G ARTIST ZONE 浦島坂田船のTHE CATCH（日语：A&G ARTIST ZONE THE CATCH）（2024年1月2日 - 、超!A&G+） - 負責星期二的出演[78]

## 電視動畫「浦島坂田船的日常」
2019年10月開始到12月為止在TOKYO MX播映的動畫，台灣方面則是由木棉花國際代理播出（目前因版權到期已下架）。轉入高中的浦島坂田船成員們在學校中描繪青春的原創故事、成員們獻聲各自擔當自己的角色。。

### 工作人員
- 原作 - 浦島坂田船
- 監督、美術監督、分鏡 - 池内翔
- 總編劇、劇本 - 内田裕基（日语：内田裕基）
- 角色原案 - 月森フユカ
- 動畫角色設計・作畫監督 - 横山紗弓
- 色彩設計 - 赤津豊
- 編輯、撮影監督 - 佐藤貴雄
- 音響監督 - 飯田里樹（日语：飯田里樹）（Anime R）
- 音樂 - 高田雅史
- 統整製片 - 川口真司
- 企劃製片 - 福良啓
- 執行製片 - 清原良太
- 發行公司 - グッドスマイルフィルム（日语：グッドスマイルフィルム）
- 動畫總製作人 - 佐藤裕紀（日语：佐藤裕紀）
- 動畫製作 - GAINAX京都（日语：GAINAX京都）
- 製作 - NBCユニバーサル・エンターテイメント（日语：NBCユニバーサル・エンターテイメントジャパン）

### 人物介紹
うらた（うらた）
声 - うらたぬき
轉學生部的部長，堅固的集合起四個人的人。
志麻（しま）
声 - 志麻
最喜歡遊戲和驚喜的自由人。
坂田（さかた）
声 - となりの坂田。（あほの坂田）
為轉學生部取名的人。元氣全開、精力充沛的天然男孩。
センラ（せんら）
声 - センラ
具有成熟氛圍，很有魅力的關西方言男子。
やまだぬき
声 - 代永翼
總是乘坐在うらた肩膀上的夥伴兼寵物。
校長
声 - 增岡弘
有點奇怪的校長先生。
古文の先生
声 - 松岡禎丞
看起來似乎是溫柔的老師啊…
番長
声 - 杉田智和
他叫岩鉄剛三郎。
爆弾音声
声 - 下野紘
好像正在連上10天班。

### 主題歌
「カレンダーリマインダー」
浦島坂田船所演唱的主題曲。作詞、作曲、編曲皆為halyosy、rap部分作詞為らっぷびと。

### DVD
| 發售日        | 收錄集數       | 規格品項   | 規格品項  |
| 發售日        | 收錄集數       | 初回限定版 | 通常版    |
| ------------- | -------------- | ---------- | --------- |
| 2020年2月26日 | 第1話 - 第13話 | GNBA-2677  | GNBA-2678 |

## 外部連結
- 浦島坂田船公式サイト （页面存档备份，存于） - NBCユニバーサルエンタテインメントジャパン
- 浦島坂田船 LIVE＆GOODS特設サイト （页面存档备份，存于）
- ショートアニメ「浦島坂田船の日常」公式サイト （页面存档备份，存于）
- 浦島坂田船公式的X（前Twitter）
- うらたぬき🍀浦島坂田船/浦田わたる的X（前Twitter）
- やまだぬきちゃん☘うらたぬき的X（前Twitter）
- 志麻@浦島坂田船♔的X（前Twitter）
- しまこ的X（前Twitter）
- となりの坂田。@浦島坂田船的X（前Twitter）
- あほのさかた的X（前Twitter）
- センラ@浦島坂田船的X（前Twitter）
- KI-SENRA的X（前Twitter）　※目前被凍結帳號
- KI-SENRA保護地区的X（前Twitter）